# Obora (zámek)
Obora je zaniklý zámek, který stával ve východní části vsi Obora, části Chomutic, asi osm kilometrů západně od Hořic ve východních Čechách.

## Historie
V minulosti stávala na místě Obory obec Radeč, z níž pocházel rod Radeckých. První písemná zmínka o tvrzi pochází z roku 1581. V roce 1623 se majitelem Radče stal Albrecht z Valdštejna a založil zde rozsáhlou oboru. Z tvrze se stala hospodářská budova a byla začleněna do komplexu hřebčince. 
V roce 1635, po zkonfiskování Albrechtova majetku, připadla císaři Ferdinandovi III. a v držení Habsburků zůstala do roku 1824. Na konci 17. století prošla tvrz řadou úprav, při nichž byla přestavěna na barokní zámek, v němž sídlili úředníci panství. Ve stejné době byl původní název obce nahrazen názvem novým – Obora. 
V roce 1824 se zámek dostal do vlastnictví podnikatele Josefa Dreslera (1799–1867) z Pecky, který jej nechal přestavět v duchu empíru. V roce 1893 pak zámek od jeho potomků odkoupil továrník Konrád Blaschke z Českého Dubu, který nechal areál v devadesátých letech 19. století zmodernizovat. 
V první polovině 20. století se tu pak vystřídala řada majitelů, až se v roce 1945 jako konfiskát dostal do rukou státu. Ten sem umístil zemědělské učiliště a po jeho zrušení v sedmdesátých letech zde byly byty Státního statku Hořice. Po roce 1989 byl v soukromých rukách a coby neudržovaný chátral. Roku 2004 se část zřítila a ve stejném roce byla nařízena demolice zbytků stavby.